# Mario Maraschi
Mario Maraschi (Lodi, 28 agosto 1939 – Arcugnano, 3 dicembre 2020) è stato un calciatore e allenatore di calcio italiano, di ruolo attaccante.

## Biografia
Viveva con la famiglia ad Arcugnano, in provincia di Vicenza; aveva due figli e allenava i Pulcini dei biancorossi.

## Caratteristiche tecniche

### Giocatore
Era un centravanti abile sotto porta.

## Carriera

Maraschi (al centro) al Lanerossi nel 1967, mentre discute con lo juventino De Paoli e l'arbitro Monti.

Iniziò a giocare diciassettenne nella squadra della sua città, il Fanfulla, in Serie D. Dopo la prima stagione con poche presenze, nel 1957-1958 iniziò a mettersi in luce con un'ottima media gol. Passato nel 1958 in Serie C alla Pro Vercelli, vi rimase per due stagioni con discreti risultati, prima di esordire in Serie A nel campionato 1960-1961 con la maglia del Milan, giocando un totale di 13 partite.
Passò quindi alla Lazio, in Serie B, dove rimase per tre stagioni guidando i biancocelesti alla promozione nell'annata 1962-1963. Fu, insieme a Juan Carlos Morrone, il capocannoniere della squadra con 5 reti nel 1963-1964, al ritorno in A: la stagione positiva gli valse la chiamata al Bologna campione d'Italia dove tuttavia soffrì la concorrenza di Ezio Pascutti, realizzando una sola rete in 17 presenze nel campionato 1964-1965.
Passò così nel 1965 al L.R. Vicenza, con cui conquistò un ragguardevole sesto posto nella stagione di Luís Vinício capocannoniere. Nell'anno successivo i suoi 8 gol (capocannoniere della squadra con Sergio Gori), valsero la salvezza per i biancorossi e la sua chiamata alla Fiorentina.
Nel 1967-1968 a Firenze segnò 12 reti e conquistò con la squadra viola il quarto posto, a sole due lunghezze dal Napoli secondo dietro al Milan. In viola provò anche la gioia dello scudetto l'anno successivo, titolo conquistato anche grazie alle sue 14 segnature (terzo fra i cannonieri dietro a Gigi Riva e Gianni Bui), stagione in cui con i gigliati raggiunse anche la finale di Coppa delle Alpi.
Lasciò i viola nel 1970, anche per l'emergere del giovane Luciano Chiarugi nel suo ruolo, tornando a Vicenza per altre due stagioni (57 presenze e 19 reti) in cui fu protagonista di altrettante lotte per la salvezza conclusesi positivamente per i berici.
Nel 1972 lascia nuovamente i biancorossi per trasferirsi una sola stagione al Cagliari, dove non riesce ad ambientarsi, segnando 3 reti in 13 partite. Poi nel 1973 passa alla Sampdoria con 14 reti in 54 partite, fra le quali quella in rovesciata realizzata allo scadere del derby della Lanterna del 17 marzo 1974, che fissa il risultato sull'1-1, rimasta nella memoria dei tifosi blucerchiati. Chiude la carriera l'anno dopo, in Serie D, con il Trento.
In carriera ha totalizzato 323 presenze e 88 reti in Serie A e 44 presenze e 11 reti in Serie B.

## Palmarès

### Giocatore
- Campionato italiano: 1

Fiorentina: 1968-1969